# Weather Underground (service météo)
Weather Underground est une compagnie privée d'informations météorologiques sur internet. Elle fournit les observations et les prévisions météorologiques dans un très grand nombre d'endroits à travers le monde pour le public, les médias et des utilisateurs particuliers. Le nom fait référence au groupe d'extrême gauche des années 1960, the Weather Underground, qui est issu de l'université du Michigan, la même que celle des fondateurs de cette compagnie.
La plupart de ses informations pour les États-Unis proviennent du National Weather Service (NWS) qui selon la loi doit les mettre à la disposition de tous sans frais. Le site internet comporte des publicités mais peut être obtenu sans celles-ci pour un abonnement annuel. Il détecte le lieu et la langue de l'utilisateur.

## Histoire
Le fondateur Jeff Masters,

Logo de WU avant le 15 avril 2014.

un étudiant au doctorat en météorologie de l'université du Michigan en 1991, avait rédigé une interface telnet à menus donnant des informations météorologiques sous la direction du professeur Perry Samson. En 1992, ce site est devenu l'un des plus fréquentés de l'internet naissant. En 1993, Alan Steremberg fut engagé pour créer un site plus élaboré pouvant être consulté en classe et le président de l'université a écrit le logiciel Blue Skies, une interface graphique pour ordinateur Mac, pour le projet. Quand le fureteur Mosaic a fait ses débuts, le tout a été transféré sur celui-ci.
Weather Underground a été fondé à Ann Arbor en 1995 comme un dérivé de ce service internet. La compagnie s'est graduellement développée tant pour son service internet mais aussi comme fournisseur d'informations météorologiques aux médias. En 2005, elle deviendra le fournisseur officiel de Associated Press. 
Alan Steremberg, le président actuel, a également travaillé au développement de Google avec Larry Page et Sergey Brin ce qui aide à la pénétration de Weather Underground dans le marché. En octobre 2008, Jeff Masters annonça que le site internet de la compagnie était le deuxième plus fréquenté pour les informations météorologiques. 
Le 2 juillet 2012, la très importante chaîne météo The Weather Channel (TWC) annonça son intention de faire l'acquisition de Weather Underground et d'en faire une filiale de son groupe The Weather Channel Companies, LLC.
Le site internet de Weather Underground est demeuré une entité à part entière et tout le personnel a gardé son emploi,. Le 15 avril 2014, le site offrit un nouvel aspect, dont de nouveaux graphiques et prévisions, et un nouveau logo.
En janvier 2016, The Weather Channel a vendu ses activités extérieures à la télédiffusion à IBM, dont The Weather Underground. Cependant, TWC continuera d'utiliser certains programmes de WU dans sa programmation.

## Produits
Weather Underground recueille les informations non seulement des services météorologiques nationaux mais également d'un réseau de 250 000 stations météorologiques d'enthousiastes de la météorologie. Il distribue ces données et les prévisions météorologiques à travers le monde. Les bulletins de Radiométéo du NWS aux États-Unis se retrouvent également sur WU et Associated Press utilise ses résumés nationaux.
Les cybercarnets sont une des caractéristiques du site de la compagnie. Il s'agit d'éditoriaux par Jeff Masters et d'autres météorologues sur des sujets particuliers en météorologie où les utilisateurs peuvent poser des questions et discuter du temps quotidien. Le premier a été publié le 14 avril 2005. Ainsi, Jeff Masters a publié un cybercarnet
sur la formation des tornades qui a été repris par le New York Times.